# 황전환 경로
황전환 경로(黃轉換經路, 영어: transsulfuration pathway)는 대사 중간생성물인 시스타티오닌을 통해 시스테인과 호모시스테인의 상호전환을 포함하는 대사 경로이다. 이것은 아세틸기 또는 석시닐기를 유리 황화물로 대체한다. 이는 cysK 또는 cysM 유전자에 의해 암호화되는 시스테인 생성효소 및 metZ 또는 metY 유전자에 의해 암호화되는 호모시스테인 생성효소를 통해 시스테인 또는 호모시스테인의 합성 및 사용을 위한 것으로 이와는 달리 황화수소 또는 메테인싸이올을 사용하는 황산화 직접 경로와 대조된다. 순방향 및 역방향에서의 두 가지 황전환 경로가 알려져 있다.

## 순방향 경로
순방향 경로는 대장균및 고초균과 같은 여러 세균에 존재하며 시스테인에서 호모시스테인(S-메틸기를 갖는 메티오닌의 전구체)으로의 싸이올기의 이동을 포함한다. 호모세린의 아세틸기 또는 석시닐기를 싸이올기를 통해 시스테인으로 치환하여 시스타티오닌(대장균에서 metB 유전자 및 고초균에서 metI 유전자에 의해 암화화되는 시스타티오닌 γ-생성효소에 의해 촉매됨)은 분자의 호모시스테인 부분의 β-제거에 의해 절단되어 불안정한 아미노산을 남긴다. 이 산은 물에 의해 촉발되어 피루브산과 암모니아를 형성(metC 유전자에 의해 암호화되는 시스타티오닌 β-분해효소에 의해 촉매됨)한다. 한편 황전환 경로를 통한 호모시스테인의 생산은 메티오닌 생성효소에 의해 수행되는 메틸화 반응을 통해 이 대사 중간생성물이 메티오닌으로 전환되도록 한다.

## 역방향 경로
역방향 경로는 사람을 포함한 여러 생물체에 존재하며 유사한 메커니즘을 통해 호모시스테인에서 시스테인으로의 싸이올기의 이동을 포함한다. 폐렴막대균(Klebsiella pneumoniae)에서 시스타티오닌 β-생성효소는 mtcB 유전자에 의해 암호화되고 시스타티오닌 γ-분해효소 또는 시스타티오네이스는 mtcC 유전자에 의해 암호화된다. 메티오닌은 사람에 대해 영양 요구성이므로 영양학자들에 의해 필수 아미노산이라고 불리지만 역 황전환 경로로 인한 시스테인에 대한 것은 아니다. 이 경로의 돌연변이는 호모시스테인 축적으로 인해 호모시스틴뇨증으로 알려진 질병을 일으킨다.

## 모식도
|  |

## 물
황전환 경로에는 아데노신, 세린 등이 관여한다. 이 경우 물(H2O)이 촉발인자이거나 결과물로 반응한다.

## 같이 보기
- 프로피오닐-CoA
- 시스타티오닌뇨증
- 페닐케톤뇨증